# Varaha

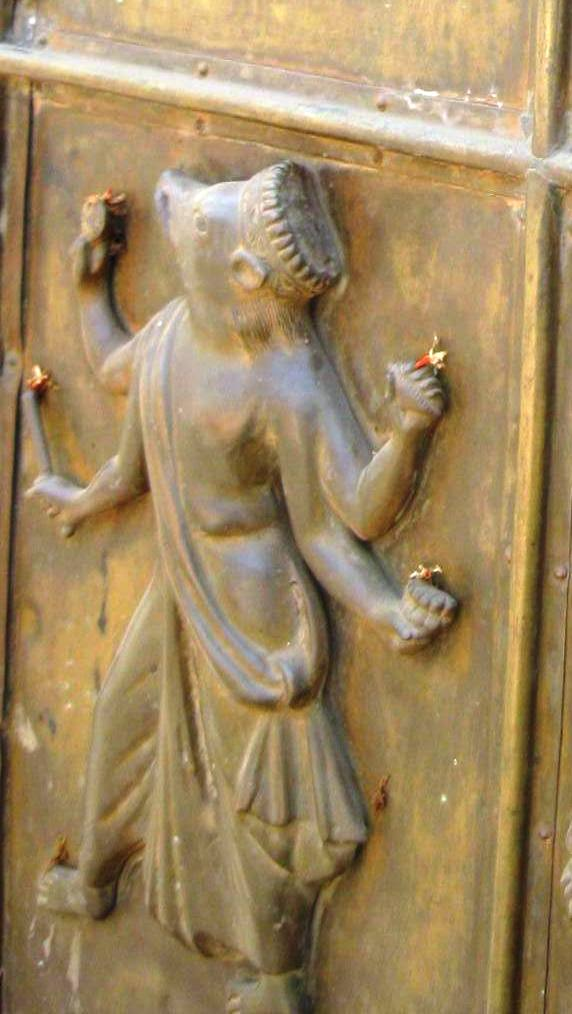
Varaha en un carro de llautó de Searsole Rajbari, Bengala Occidental, Índia

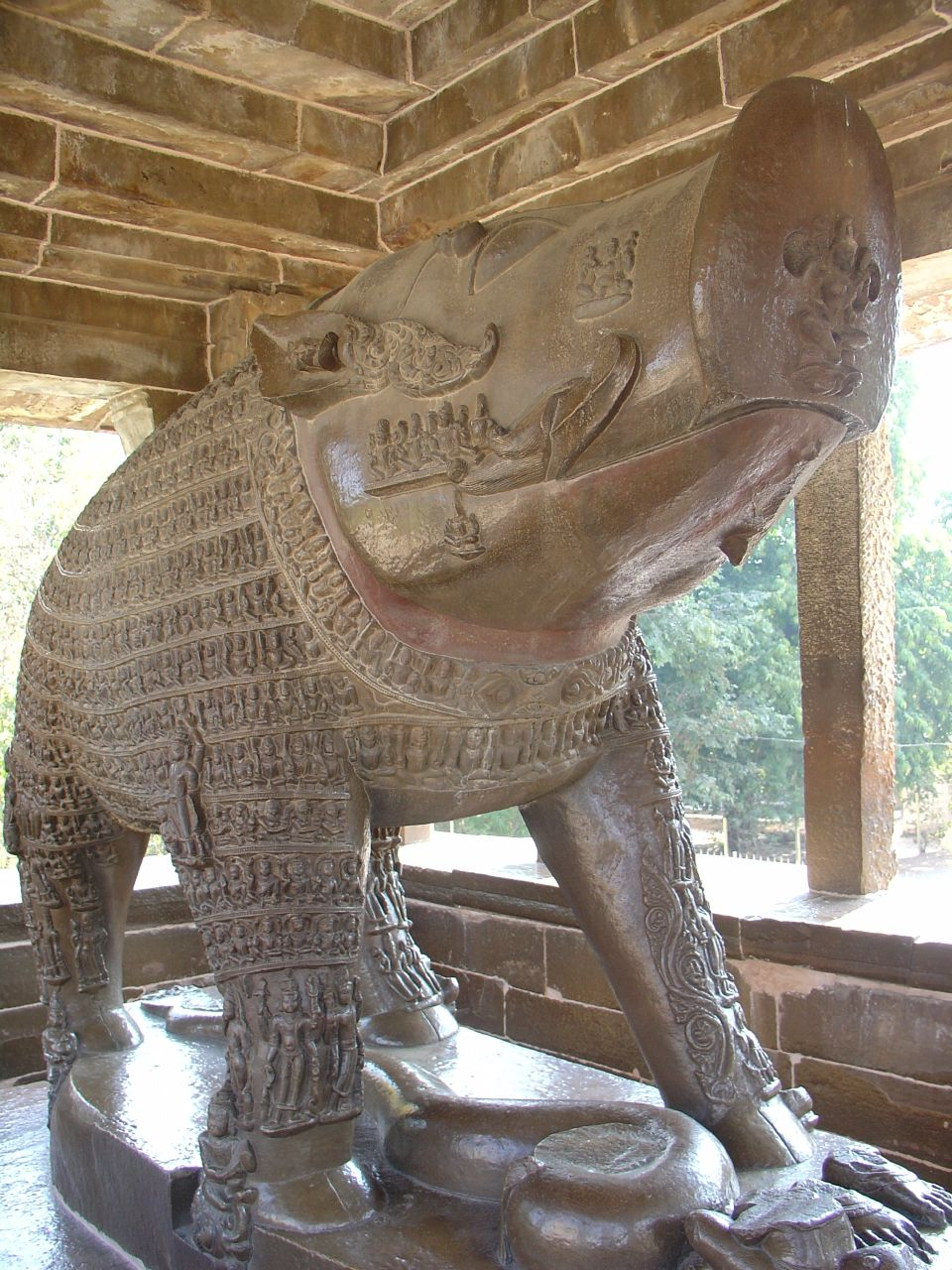
Varaha zoomòrfic, Khajuraho.

Varaha (sànscrit वराह, «porc senglar»), en l'hinduisme, és el tercer avatar de Vixnu, que succeeix Kurma i és anterior a Narasimha.
És tercer en la Dashavatara, els deu principals avatars de Vixnu. Quan el dimoni Hiranyaksha van robar la terra (personificada com la deessa Bhudevi) i la van amagar en les aigües primordials, Vixnu va aparèixer com a Varaha per rescatar-la. La batalla entre ambdós va durar mil anys, fins que Vixnú va vèncer i el va matar.
Varaja va extreure a la Terra del fons de l'oceà i la va tornar a posar al seu lloc al centre de l'univers.
Varaha pot ser representat com un senglar per complet o en una forma antropomòrfica, amb un cap de senglar i el cos humà. El seu consort, Bhudevi, la terra, és sovint representat com una dona jove, aixecada per Varaha. La terra pot ser representada com una massa de terra també.
Vixnu es va casar amb Prithuí (Bhudevi) en aquest avatar.